# Paratachycines tsukbaensis
Paratachycines tsukbaensis är en insektsart som beskrevs av Sugimoto, M. och Ichikawa 2003. Paratachycines tsukbaensis ingår i släktet Paratachycines och familjen grottvårtbitare. Inga underarter finns listade i Catalogue of Life.